# یوتا تاماروری
یوتا تاماروری (انگلیسی: Yuta Tamamori؛ زادهٔ ۱۷ مارس ۱۹۹۰) موسیقی‌دان اهل ژاپن است.